# Maçambara
Maçambara est une ville brésilienne du Sud-Ouest de l'État du Rio Grande do Sul, faisant partie de la microrégion Campanha occidentale et située à 498 km à l'ouest de Porto Alegre, capitale de l'État. Elle se situe à une latitude de 29° 08′ 50″ sud et à une longitude de 56° 03′ 57″ ouest, à une altitude de 110 mètres. Sa population était estimée à 4 415, pour une superficie de 1 683 km2.
Maçambará signifie en tupi-guarani "prairie où campent les conducteurs de bétail", désignation commune dans cette région de pampas.

## Villes voisines
- São Borja
- Unistalda
- São Francisco de Assis
- Manoel Viana
- Itaqui